# 德魯茨克
德魯茨克是白俄羅斯的城鎮，位於莫吉廖夫以西40公里的德魯季河畔，距離首都明斯克135公里，由維捷布斯克州負責管轄，海拔高度211米，1991年人口260。
54°20′N 29°46′E / 54.333°N 29.767°E